# Progyndes brasiliensis
Progyndes brasiliensis is een hooiwagen uit de familie Gonyleptidae.